# アーマルコライト
アーマルコライト（英語: armalcolite）は、鉱物（酸化鉱物）の一種。チタンに富む。化学組成は (Mg,Fe2+)Ti2O5、結晶系は斜方晶系。1969年に月面上の静かの基地で初めて発見され、アポロ11号の3名の宇宙飛行士、アームストロング (Armstrong)、オルドリン (Aldrin)、コリンズ (Collins) にちなんで命名された。トランキリティアイトおよびパイロクス鉄石とともに月で発見された3種の新鉱物のうちの一つである。後に地球上の世界各地でも同定され、実験室内で合成されている。合成するには、約1,000°Cから周囲の温度まで、低圧・高温で急速な焼入れが要求される。1,000°C以下の温度でマグネシウムに富むチタン鉄鉱と金紅石の混合物に分解されるが、冷却されるにつれ、その変化は遅くなる。この焼入れに必要な条件があるために、アーマルコライトは他の鉱物に比較して稀少な存在であり、チタン鉄鉱や金紅石と共に見つかるのが普通である。

## 産出地

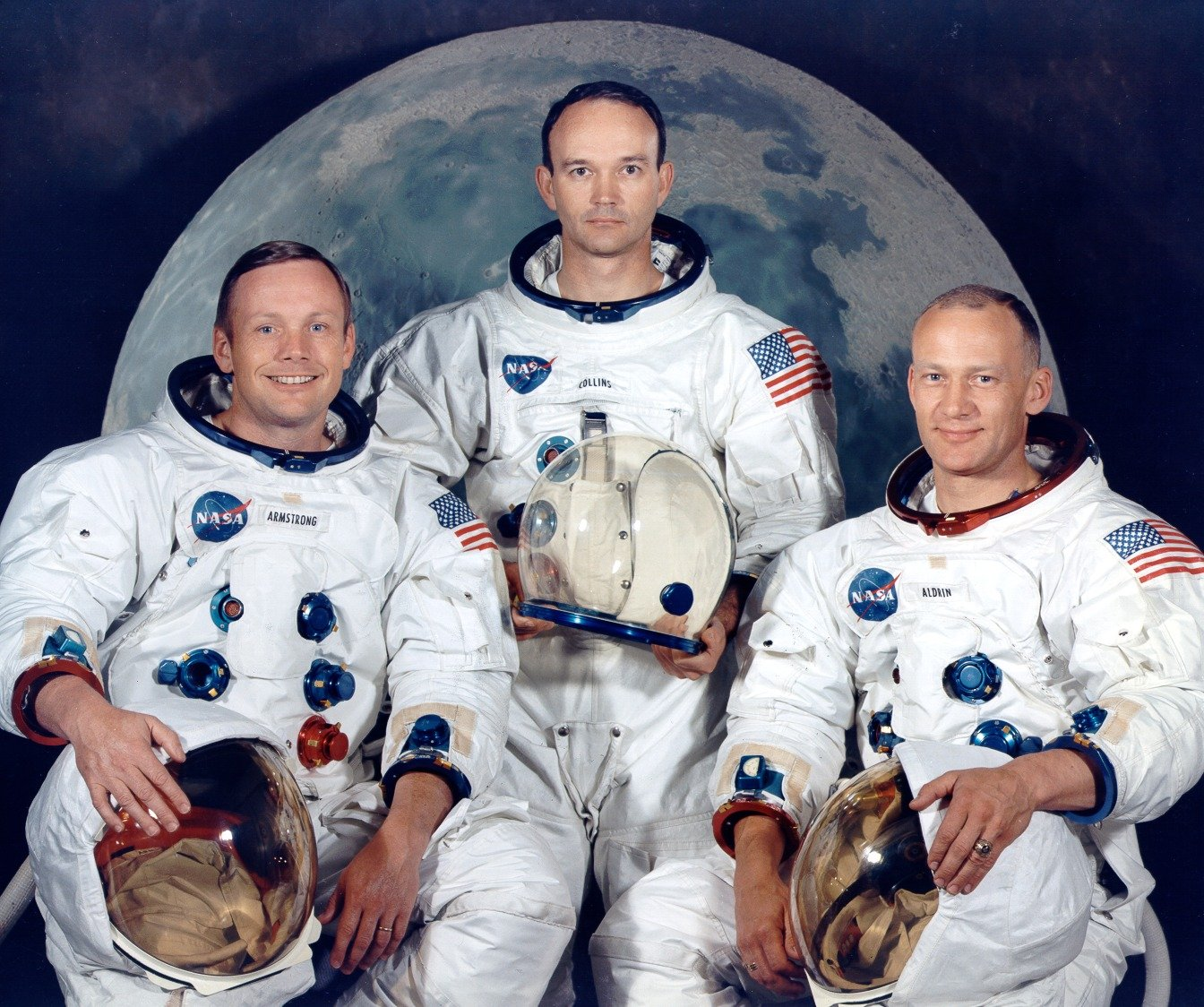
アポロ11号の乗組員たちの肖像（左から順にアームストロング、コリンズ、オルドリン）

アーマルコライトの原産地は月面の静かの海の静かの基地、タウルス・リトローおよびデカルト高地である。アポロ11号と17号のミッションにおいて最も多量に採取された。後にアメリカ合衆国のモンタナ州ガーフィールド郡スモーキー・ビュートでランプロアイトの岩脈と岩栓から採取された試料の中に発見され、地球上にも存在することが確認された。地球上では他に、アメリカ合衆国（テキサス州ウバルデ郡のクニッパ採石場およびモンタナ州ジョーダンのスモーキー・ビュート）、ウクライナ（プリピャチ・スウェル）、グリーンランド（ディスコ島）、ジンバブエ（マシンゴ州ムウェネジ地区）、スペイン（アルバセテ県およびムルシア県フミーリャ）、ドイツ（バイエルン州のネルトリンガー・リース衝突クレーター）、南アフリカ共和国（ヤハースフォンテインとブルトフォンテインとデュトアッパンのキンバーライト鉱山）、メキシコ（サン・ルイス・ポトシ州のエル・トロ噴石丘）で産出している。また、オマーンで見つかったドファール925及び960 (Dhofar 925 and 960) のような、月の隕石からも検出された。
アーマルコライトはチタンに富む玄武岩および火山性熔岩のほか、時折、花崗岩質ペグマタイト、超苦鉄質岩、ランプロアイトおよびキンバーライトから見つかる少量鉱物の一つである。さまざまな鉄-チタン混合酸化物、石墨、方沸石、透輝石、チタン鉄鉱、金雲母、金紅石と関連する。玄武岩基質の中に埋め込まれ、最大約0.1–0.3mmの長さまで細長く伸びた結晶を形成する。記載岩石学的な分析により、典型的には低圧・高温下で形成されることが示唆されている。

## 性質・特徴

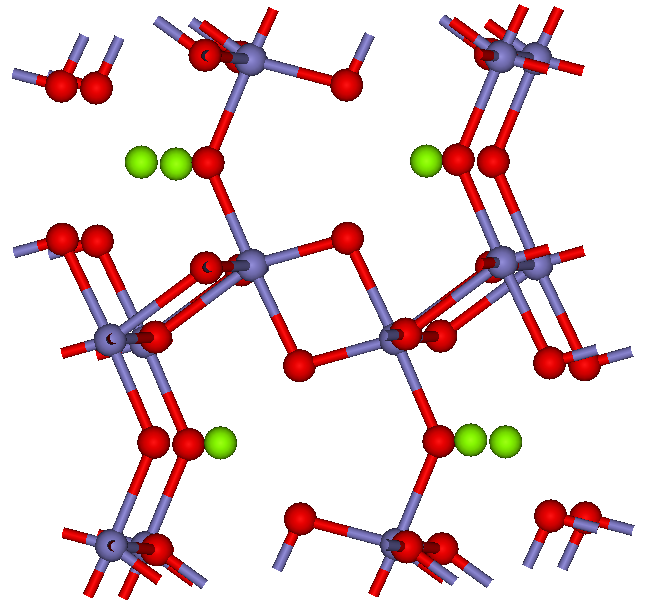
結晶構造（色：緑 – Mg、青 – Ti、赤 – O）

アーマルコライトの化学一般式は (Mg,Fe2+)Ti2O5 である。光に反射すると灰色 (ortho-armalcolite) から黄褐色 (para-armalcolite) を呈する、不透明な塊で形成される。様々な灰色を帯びたものが最もよく存在しており、とりわけ、合成された試料に特徴的に見られる。結晶構造はオルトとパラで同じである。化学組成については、著しく異なる成分は見られないが、配色が異なると考えられている MgO と Cr2O3 の成分に相違がある。アーマルコライトは X2YO5 の一般式で表される鉱物から成る擬板チタン石の仲間の一種である。XとYには普通、Fe (2+および3+)、Mg、Al、Tiが含まれる。端成分は、アーマルコライト ((Mg,Fe)Ti2O5)、擬板チタン石 (Fe2TiO5)、鉄擬板チタン石 (FeTi2O5)、カルーアイト (MgTi2O5) である。これらは同形で、すべて直方晶系の結晶構造を有しており、月の石と地球の岩石の中に存在する。
ほとんどのアーマルコライトの試料の化学組成は、次のような金属酸化物の和に分解され得る：TiO2（濃度71–76%）、FeO (10–17%)、MgO (5.5–9.4%)、Al2O3 (1.48-2%)、Cr2O3 (0.3-2%)、MnO (0-0.83%)。チタン成分は比較的に一定であるが、マグネシウムの鉄に対する比は変化に富み、その比は普通、1未満である。いわゆるアーマルコライトのCr-Zr-Ca系の多様性は、Cr2O3 (4.3–11.5%)、ZrO2 (3.8–6.2%)、CaO (3-3.5%) の含有率の高さで識別される。これらの多様性および中間生成物の組成は、はっきりとはわかっていない。鉄に乏しい（マグネシウムに富む）アーマルコライトの化学修飾は同じ結晶構造を有しており、非公式に「カルーアイト」 (karrooite) と呼ばれる鉱物として地球の地殻中に存在する。
大部分のチタンは合成時の還元環境のためにアーマルコライト中には4+の酸化数で存在するが、月試料中には Ti3+ がかなりの割合で存在する。アーマルコライト中の Ti3+/Ti4+ の比は、鉱物が形成されるときの酸素のフガシティー（実際の分圧）を示す指標として供され得る。また、（後者について、Ti3+/Ti4+ = 0とみなすことで）月のアーマルコライトと地球のアーマルコライトを識別するためにも有効である。
アーマルコライトは化学式が (Mg,Fe2+)Ti2O5 であることから、その一般式は XY2O5 と表され、それぞれ X=(MgおよびFe2+), Y=Ti、Oは酸素を表す。XとYの配置は8面体配位で、アーマルコライト中のカチオンとアニオンの半径比は3:5、すなわち0.6を示し、8面体構造をとる。アーマルコライトはチタンに富む鉱物で、 Fe2+Ti2O5 および MgTi2O5 の端成分をもつ、マグネシアンフェロシュードブルッカイト鉱物のグループに属する。8面体の対称性があるため、アーマルコライトは多数の元素（Fe2+, Fe3+, Mg, Al, Ti）の間で固溶体（カチオン置換）を伴う。これはそれらの原子の半径と電荷が似ているために起こる。アーマルコライトが呈する結晶学的構造は直方晶型の両錐体であるため、直方晶系に属し、2/m 2/m 2/mの点群および空間群をもつ。アーマルコライトのM1配位の内側は、より大きなサイズの鉄のために鉄が入って存在するのに理想的で、M2配位については、マグネシウムとチタンがその2つの配位の間に分布する。金属の配位においては、チタンが8重に、マグネシウムと鉄が4配位構造になっている。アーマルコライトに含まれるマグネシウムと鉄の比は、1,200°Cで0.81、1,150°Cで0.59と、温度が下がるにつれて小さくなる。一旦アーマルコライトの温度が1,125°Cに達すると、チタン鉄鉱 (FeTiO3) と置き換わり、マグネシウムと鉄の両方が欠乏する。
アーマルコライトの結晶構造は板チタン石（ブルッカイト）の結晶構造とよく似ている。変形した八面体を基にして、中心に1個のチタン原子が、角に6個の酸素原子が配される。マグネシウムや鉄のイオンは格子間配位に位置するが、格子骨格の形成には有意に寄与せず、八面体の角を経てTi-O結合により位置が固定される。一方で、これらのイオンは光学的特性に影響を与え、透明な二酸化チタン (TiO2) と対照的に、アーマルコライトの不透明さをつくり出している。

## 合成法
鉄とチタンとマグネシウムの酸化物の粉末を正しい比量で混ぜ合わせ、溶鉱炉に移して約1,400°Cで融かし、約1,200°Cで数日間かけて溶融結晶化させ、結晶を周囲の温度まで冷ますことで、長さ数ミリメートルほどまでのアーマルコライトの結晶に成長させることができる。冷却する段階では、実験室での合成と天然での生成のいずれについても、アーマルコライトが1,000°Cを下回る温度でマグネシウムに富むチタン鉄鉱 (Mg-FeTiO3) と金紅石 (TiO2) の混合物へと変化しようとするのを避ける必要がある。この変化が生じる閾値温度は圧力とともに上昇し、その温度が融点に達してしまうと、その鉱物は十分に高い圧力の下で形成することができない。このようにチタン鉄鉱へと変化しようとする性質があるために、アーマルコライトは比較的に存在度が低く、チタン鉄鉱および金紅石と関わりのある鉱物として知られている。その結果として、チタン鉄鉱とアーマルコライトの相対量は、鉱物が形成される際の冷却速度の指標として用いられることがある。